# Sarah Wijnants
Sarah Wijnants (Lovanio, 13 ottobre 1999) è una calciatrice belga, attaccante della Fiorentina e della nazionale belga.

## Carriera

### Club
Sarah Wijnants ha iniziato a giocare nelle squadre giovanili del NS Tervuren. Nel 2014 si è trasferita allo Standard Liegi, dove ha giocato per tre stagioni consecutive. Con la maglia biancorossa della squadra vallona ha esordito prima nell'ultima edizione (stagione 2014-2015) della BeNe League, competizione mista belga-olandese, e poi in Super League, la massima serie del campionato belga. Nei tre anni allo Standard ha vinto la BeNe League e per tre volte il campionato belga, facendo parte di una squadra molto giovane, ma talentuosa. Con lo Standard ha avuto modo di esordire in una competizione internazionale per club, debuttando nel ritorno dei sedicesimi di finale della UEFA Women's Champions League 2015-2016, perso per 0-6 contro le tedesche dell'1. FFC Francoforte. Nella stagione successiva ha realizzato la sua prima rete in Champions League nel corso della fase di qualificazione nella vittoria per 11-0 contro le macedoni del Dragon 2014.
Nel 2017 ha lasciato lo Standard Liegi e si è trasferita all'Anderlecht. Con l'Anderlecht ha vinto altri tre campionati belgi di fila, giocando in Champions League. Al termine della stagione 2017-2018 è stata la migliore calciatrice dell'Anderlecht per numero di assist prodotti ed è stata anche nominata migliore promessa della Super League belga.
Dopo aver vinto sette titoli nazionali consecutivi con l'Anderlecht, il 24 luglio 2025 Wijnants passa a titolo definitivo alla Fiorentina, in Serie A, con cui firma un contratto biennale.

### Nazionale

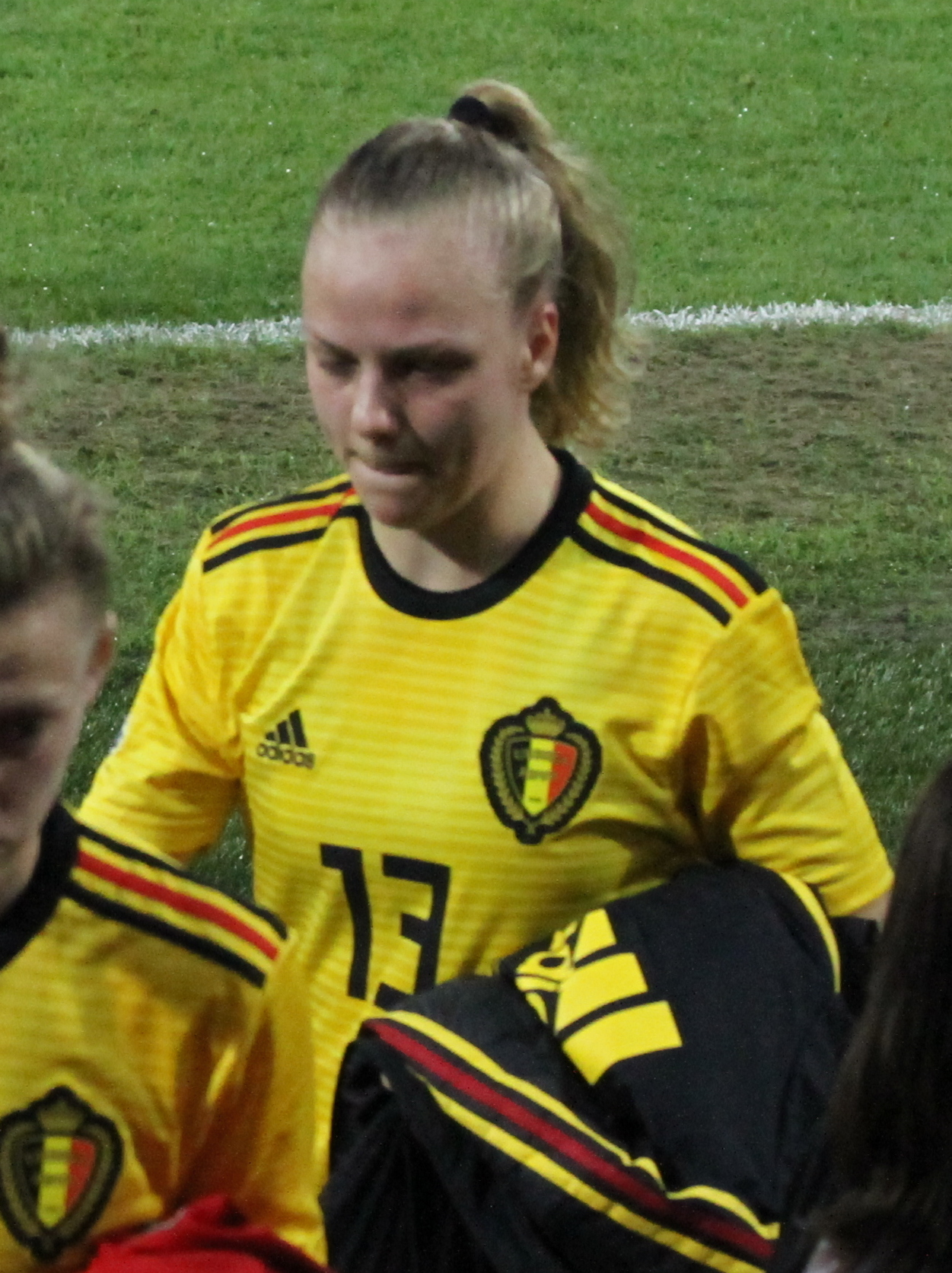
Wijnants con la maglia della nazionale belga nel 2018.

Sarah Wijnants ha fatto parte delle selezioni giovanili del Belgio, giocando cinque partite con la formazione under 16, quattordici con l'under 17 e dodici con l'under 19, scendendo in campo nelle partite di qualificazione alle fasi finali dei campionati europei di categoria.
Wijnants era stata convocata per la prima volta da Ives Serneels, selezionatore della nazionale del Belgio, in occasione dell'amichevole tra le squadre B di Francia e Belgio il 19 gennaio 2017, scendendo in campo nei minuti finali della partita. Nel giro di un mese venne inserita nella rosa della squadra che partecipò alla Cyprus Cup 2017, sostituendo l'infortunata Laura De Neve, scendendo in campo nel corso del secondo tempo delle tre partite del girone. Dopo essere stata convocata nel corso dell'anno, senza accumulare altre presenze, Wijnants venne convocata per la Cyprus Cup 2018, giocando tre partite nel corso del torneo, inclusa la finale per il quinto posto contro il Sudafrica. Hai poi accumulato altre presenze, comprese le due partite dell'Algarve Cup 2020, scendendo in campo nei minuti finali.
Ha segnato la sua prima rete in nazionale il 25 novembre 2021 nella vittoria record del Belgio sull'Armenia per 19-0.

## Statistiche

### Presenze e reti nei club
Statistiche aggiornate al 24 luglio 2025.
| Stagione              | Squadra               | Campionato            | Campionato | Campionato | Coppe nazionali | Coppe nazionali | Coppe nazionali | Coppe internazionali | Coppe internazionali | Coppe internazionali | Altre coppe | Altre coppe | Altre coppe | Totale | Totale |
| Stagione              | Squadra               | Comp                  | Pres       | Reti       | Comp            | Pres            | Reti            | Comp                 | Pres                 | Reti                 | Comp        | Pres        | Reti        | Pres   | Reti   |
| --------------------- | --------------------- | --------------------- | ---------- | ---------- | --------------- | --------------- | --------------- | -------------------- | -------------------- | -------------------- | ----------- | ----------- | ----------- | ------ | ------ |
| 2014-2015             | Standard Liegi        | BeNe                  | ?          | ?          | CB              | ?               | ?               | -                    | -                    | -                    | -           | -           | -           | ?      | ?      |
| 2015-2016             | Standard Liegi        | SL                    | ?          | ?          | CB              | ?               | ?               | UWCL                 | 1                    | 0                    | -           | -           | -           | 1+     | 0+     |
| 2016-2017             | Standard Liegi        | SL                    | ?          | ?          | CB              | ?               | ?               | UWCL                 | 3                    | 1                    | -           | -           | -           | 3+     | 1+     |
| Totale Standard Liegi | Totale Standard Liegi | Totale Standard Liegi | ?          | ?          | -               | ?               | ?               | -                    | 4                    | 1                    | -           | -           | -           | 4+     | 1+     |
| 2017-2018             | Anderlecht            | SL                    | ?          | ?          | CB              | ?               | ?               | -                    | -                    | -                    | -           | -           | -           | ?      | ?      |
| 2018-2019             | Anderlecht            | SL                    | ?          | ?          | CB              | ?               | ?               | UWCL                 | 3                    | 0                    | -           | -           | -           | 3+     | 0+     |
| 2019-2020             | Anderlecht            | SL                    | 15         | 7          | CB              | ?               | ?               | UWCL                 | 5                    | 0                    | -           | -           | -           | 20+    | 7+     |
| 2020-2021             | Anderlecht            | SL                    | 15+5       | 5+1        | CB              | ?               | ?               | UWCL                 | 2                    | 2                    | -           | -           | -           | 22+    | 8+     |
| 2021-2022             | Anderlecht            | SL                    | 18+6       | 9+4        | CB              | ?               | ?               | UWCL                 | 2                    | 0                    | -           | -           | -           | 26+    | 13+    |
| 2022-2023             | Anderlecht            | SL                    | 20+10      | 12+5       | CB              | ?               | ?               | UWCL                 | 2                    | 1                    | -           | -           | -           | 32+    | 18+    |
| 2023-2024             | Anderlecht            | SL                    | 15+9       | 9+8        | CB              | 1               | 1               | UWCL                 | 2                    | 0                    | -           | -           | -           | 27     | 18     |
| 2024-2025             | Anderlecht            | SL                    | 14         | 5          | CB              | -               | -               | UWCL                 | 4                    | 0                    | -           | -           | -           | 18     | 5      |
| Totale Anderlecht     | Totale Anderlecht     | Totale Anderlecht     | 127+       | 65+        | -               | 1+              | 1+              | -                    | 20                   | 3                    | -           | -           | -           | 148+   | 69+    |
| 2025-2026             | Fiorentina            | A                     | -          | -          | CI              | -               | -               | -                    | -                    | -                    | AWC         | -           | -           | -      | -      |
| Totale carriera       | Totale carriera       | Totale carriera       | 127+       | 65+        | -               | 1+              | 1+              | -                    | 24                   | 4                    | -           | -           | -           | 152+   | 70+    |

### Cronologia presenze e reti in nazionale
| Cronologia completa delle presenze e delle reti in nazionale ― Belgio | Cronologia completa delle presenze e delle reti in nazionale ― Belgio | Cronologia completa delle presenze e delle reti in nazionale ― Belgio | Cronologia completa delle presenze e delle reti in nazionale ― Belgio | Cronologia completa delle presenze e delle reti in nazionale ― Belgio | Cronologia completa delle presenze e delle reti in nazionale ― Belgio | Cronologia completa delle presenze e delle reti in nazionale ― Belgio | Cronologia completa delle presenze e delle reti in nazionale ― Belgio |
| Data                                                                  | Città                                                                 | In casa                                                               | Risultato                                                             | Ospiti                                                                | Competizione                                                          | Reti                                                                  | Note                                                                  |
| --------------------------------------------------------------------- | --------------------------------------------------------------------- | --------------------------------------------------------------------- | --------------------------------------------------------------------- | --------------------------------------------------------------------- | --------------------------------------------------------------------- | --------------------------------------------------------------------- | --------------------------------------------------------------------- |
| 19-1-2017                                                             | Clairefontaine-en-Yvelines                                            | Francia                                                               | 1 – 2                                                                 | Belgio                                                                | Amichevole                                                            | -                                                                     | 80’, squadre B                                                        |
| 1-3-2017                                                              | Larnaca                                                               | Belgio                                                                | 2 – 2                                                                 | Svizzera                                                              | Cyprus Cup 2017                                                       | -                                                                     | 61’ 90’                                                               |
| 3-3-2017                                                              | Larnaca                                                               | Italia                                                                | 1 – 4                                                                 | Belgio                                                                | Cyprus Cup 2017                                                       | -                                                                     | 85’                                                                   |
| 6-3-2017                                                              | Nicosia                                                               | Corea del Nord                                                        | 4 – 1                                                                 | Belgio                                                                | Cyprus Cup 2017                                                       | -                                                                     | 65’                                                                   |
| 28-2-2018                                                             | Larnaca                                                               | Belgio                                                                | 1 – 2                                                                 | Rep. Ceca                                                             | Cyprus Cup 2018                                                       | -                                                                     | 67’                                                                   |
| 5-3-2018                                                              | Larnaca                                                               | Belgio                                                                | 2 – 0                                                                 | Austria                                                               | Cyprus Cup 2018                                                       | -                                                                     | 59’                                                                   |
| 7-3-2018                                                              | Larnaca                                                               | Sudafrica                                                             | 1 – 2                                                                 | Belgio                                                                | Cyprus Cup 2018 - Finale 5º posto                                     | -                                                                     |                                                                       |
| 10-4-2018                                                             | Ferrara                                                               | Italia                                                                | 2 – 1                                                                 | Belgio                                                                | Qual. Mondiali 2019                                                   | -                                                                     | 72’                                                                   |
| 8-4-2019                                                              | Los Angeles                                                           | Stati Uniti                                                           | 6 – 0                                                                 | Belgio                                                                | Amichevole                                                            | -                                                                     | 85’                                                                   |
| 4-3-2020                                                              | Parchal                                                               | Nuova Zelanda                                                         | 1 – 1 (7 - 6 dtr)                                                     | Belgio                                                                | Algarve Cup 2020 - Prima fase                                         | -                                                                     | 82’                                                                   |
| 7-3-2020                                                              | Parchal                                                               | Belgio                                                                | 1 – 0                                                                 | Portogallo                                                            | Algarve Cup 2020 - Seconda fase                                       | -                                                                     | 78’                                                                   |
| 8-4-2021                                                              | Bruxelles                                                             | Belgio                                                                | 0 – 2                                                                 | Norvegia                                                              | Amichevole                                                            | -                                                                     | 82’                                                                   |
| 11-4-2021                                                             | Bruxelles                                                             | Belgio                                                                | 1 – 0                                                                 | Irlanda                                                               | Amichevole                                                            | -                                                                     | 65’                                                                   |
| 21-9-2021                                                             | Bruxelles                                                             | Belgio                                                                | 7 – 0                                                                 | Albania                                                               | Qual. Mondiali 2023                                                   | -                                                                     | 77’                                                                   |
| 21-10-2021                                                            | Lovanio                                                               | Belgio                                                                | 7 – 0                                                                 | Kosovo                                                                | Qual. Mondiali 2023                                                   | -                                                                     |                                                                       |
| 26-10-2021                                                            | Oslo                                                                  | Norvegia                                                              | 4 – 0                                                                 | Belgio                                                                | Qual. Mondiali 2023                                                   | -                                                                     | 69’                                                                   |
| 25-11-2021                                                            | Lovanio                                                               | Belgio                                                                | 19 – 0                                                                | Armenia                                                               | Qual. Mondiali 2023                                                   | 1                                                                     |                                                                       |
| 30-11-2021                                                            | Lovanio                                                               | Belgio                                                                | 4 – 0                                                                 | Polonia                                                               | Qual. Mondiali 2023                                                   | -                                                                     | 67’                                                                   |
| 16-2-2022                                                             | San Pedro del Pinatar                                                 | Slovacchia                                                            | 0 – 4                                                                 | Belgio                                                                | Pinatar Cup 2022                                                      | 1                                                                     | 60’                                                                   |
| 19-2-2022                                                             | San Pedro del Pinatar                                                 | Galles                                                                | 0 – 0 (1 - 3 dtr)                                                     | Belgio                                                                | Pinatar Cup 2022                                                      | -                                                                     |                                                                       |
| 22-2-2022                                                             | San Pedro del Pinatar                                                 | Belgio                                                                | 0 – 0 (7 - 6 dtr)                                                     | Russia                                                                | Pinatar Cup 2022                                                      | -                                                                     | 67’                                                                   |
| 7-4-2022                                                              | Elbasan                                                               | Albania                                                               | 0 – 5                                                                 | Belgio                                                                | Qual. Mondiali 2023                                                   | -                                                                     | 73’                                                                   |
| 12-4-2022                                                             | Pristina                                                              | Kosovo                                                                | 1 – 6                                                                 | Belgio                                                                | Qual. Mondiali 2023                                                   | -                                                                     | 61’                                                                   |
| 16-6-2022                                                             | Wolverhampton                                                         | Inghilterra                                                           | 3 – 0                                                                 | Belgio                                                                | Amichevole                                                            | -                                                                     | 73’                                                                   |
| 28-6-2022                                                             | Lier                                                                  | Belgio                                                                | 6 – 1                                                                 | Lussemburgo                                                           | Amichevole                                                            | -                                                                     |                                                                       |
| 2-9-2022                                                              | Lovanio                                                               | Belgio                                                                | 0 – 1                                                                 | Norvegia                                                              | Qual. Mondiali 2023                                                   | -                                                                     | 77’                                                                   |
| 16-2-2023                                                             | Milton Keynes                                                         | Italia                                                                | 1 – 2                                                                 | Belgio                                                                | Arnold Clark Cup 2023                                                 | -                                                                     | 77’                                                                   |
| 19-2-2023                                                             | Coventry                                                              | Belgio                                                                | 2 – 1                                                                 | Corea del Sud                                                         | Arnold Clark Cup 2023                                                 | -                                                                     |                                                                       |
| 22-2-2023                                                             | Bristol                                                               | Inghilterra                                                           | 6 – 1                                                                 | Belgio                                                                | Arnold Clark Cup 2023                                                 | -                                                                     |                                                                       |
| 7-4-2023                                                              | Wiener Neustadt                                                       | Austria                                                               | 3 – 2                                                                 | Belgio                                                                | Amichevole                                                            | 1                                                                     | 46’                                                                   |
| 11-4-2023                                                             | Lovanio                                                               | Belgio                                                                | 2 – 2                                                                 | Slovenia                                                              | Amichevole                                                            | -                                                                     | 64’                                                                   |
| Totale                                                                |                                                                       | Presenze                                                              | 31                                                                    |                                                                       | Reti                                                                  | 3                                                                     |                                                                       |

## Palmarès

### Club
- Campionato belga: 10

Standard Liegi: 2014-2015, 2015-2016, 2016-2017
Anderlecht: 2017-2018, 2018-2019, 2019-2020, 2020-2021, 2021-2022, 2022-2023, 2023-2024
- Coppa del Belgio: 1

Anderlecht: 2021-2022
- BeNe League: 1

Standard Liegi: 2014-2015

### Nazionale
- Pinatar Cup: 1

2022